# ضجمة هزيلة
ضُجمة هزيلة (الاسم العلمي: Patersonia fragilis)، نبات عشبي معمر من جنس الضجمة، يستوطن جنوب شرق أستراليا.